# Ladysmith (Kwazoeloe-Natal)
Ladysmith is een stad aan de zuidzijde van de rivier de Klip in het uThukela district van KwaZoeloe-Natal in Zuid-Afrika. De stad heeft 65.000 inwoners (2011) en ligt aan de voet van de Drakensbergen. Ze ligt 230 km ten noordwesten van Durban en 365 km ten zuiden van Johannesburg.
Belangrijke industrieën zijn voedsel, textiel en rubber. Dunlop bezit een grote bandenfabriek in de buurt van Steadsville, waar een groot deel van de bevolking van Ladysmith werkt.

## Geschiedenis
In 1847 werd door de Voortrekkers de Republiek van Kliprivier gesticht, dat enkele maanden later door Sir Harry Smith geannexeerd werd voor de Britse Natalkolonie. Hij hernoemde Kliprivier naar zijn Spaanse vrouw, Lady Smith.
Tijdens de Tweede Boerenoorlog werd Ladysmith voor 118 dagen omsingeld door de Boeren tijdens het Beleg van Ladysmith.

## Subplaatsen
Het nationaal instituut voor de statistiek, Stats SA, deelt sinds de census 2011 deze hoofdplaats in in 19 zogenoemde subplaatsen (sub place), waarvan de grootste zijn:
Acaciavale • Hospital Park • Hyde Park • Ladysmith Central • Steadville.

## Qedusizi Dam
Jarenlang teisterden overstromingen Ladysmith. Na de bouw van de Qedusizi Dam was de stad veilig voor de krachtige effecten van de natuur. Momenteel wordt een tweede dam gebouwd in de buurt van Driefontein.

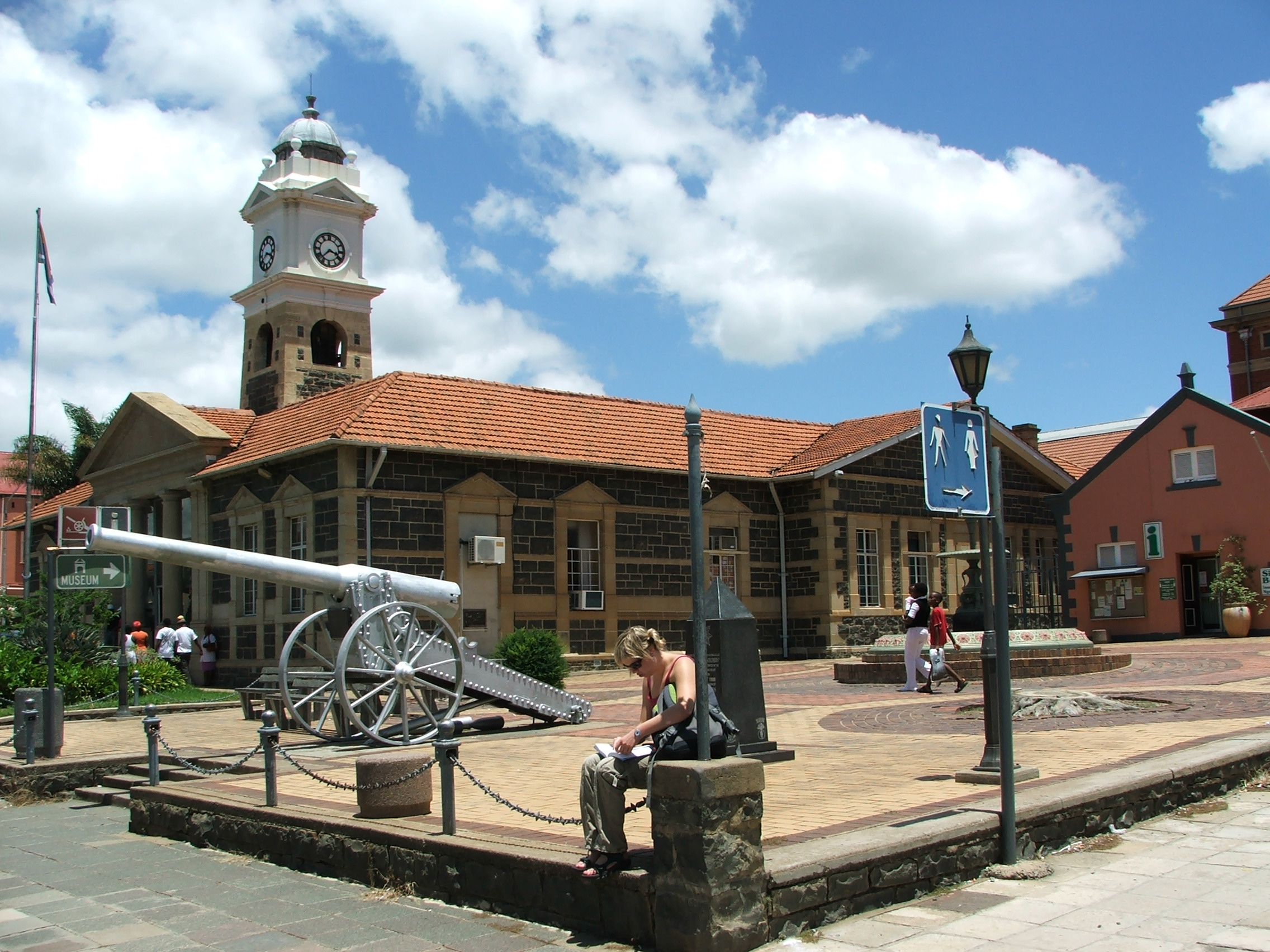
Stadscentrum van Ladysmith